# باربرا لي (ممثلة)
باربرا لي (بالإنجليزية: Barbara Leigh)‏ هي عارضة وممثلة أمريكية، ولدت في 16 نوفمبر 1946 في رينغولد في الولايات المتحدة.

## وصلات خارجية
- باربرا لي على موقع IMDb (الإنجليزية)
- باربرا لي على موقع ميوزك برينز (الإنجليزية)
- باربرا لي على موقع إن إن دي بي (الإنجليزية)
- باربرا لي على موقع قاعدة بيانات الفيلم (الإنجليزية)